# Wolfratshausen
Wolfratshausen är en stad i Landkreis Bad Tölz-Wolfratshausen i det tyska förbundslandet Bayern. Wolfratshausen, som för första gången nämns i ett dokument promulgerat av kejsar Henrik II den 30 juni 1003, har cirka  19 000 invånare.

## Administrativ indelning
Wolfratshausen består av fem Stadtteile.
- Altstadt
- Weidach
- Nantwein
- Farchet
- Waldram